# しまだかおり
しまだ かおり（1977年5月19日 - ）は日本の女性声優。兵庫県出身、大阪府在住。元K・A・Oプロモーション所属。主にアダルトゲームに声をあてている。趣味は、水泳・テニス・ホームページ制作。

## 出演
太字はメインキャラクター。

### ゲーム

#### 2000年
- SMノススメ 〜The seeker ZERO〜（雪下 多恵華）

#### 2001年
- 狂淫学園（田所 さなえ）
- 最終痴漢電車（柏木 あいり、斎藤 千尋）
- まもってあげたい。 〜Dear My Master〜（桜木 春奈）
- メタモルファンタジー（ビビアン・カーネリアス）
- 萌キュン! ゆにっ娘ま〜じゃん（香坂 チカ）

#### 2002年
- 女教師（結城 歌穂）
- 多淫症候群（森下 和美）
- 玉繭 〜魅せられた蜜の糸〜（嶋崎 彩）

#### 2003年
- あぶない関係（柏葉 冬美）
- 掟ノ島（乙子 野乃）
- 鬼爪 〜陵辱の宴〜（木立 ルス）
- 逆醜 〜性癖の美学〜（椎堂 朋絵）
- きんぎん☆はぁと☆さっきゅばす（ベアトリーチェ）
- くわいなしょっく!（鈴音）
- こころナビ（倉持 小春）
- すいすい Sweet 〜あまい恋の見つけ方〜（浅見 真琴）
- 月ノ守（比女、静波）
- PRISONER（涼音）

#### 2004年
- いもうと妊娠（観月 りんね）
- AUCTION（三柿野 涼、瑠流）
- おねだりミルクぷりんせす（葉山 里奈）
- 恥辱病棟 〜堕ちた白衣の天使たち〜（眞嶋 芹菜）
- どんどこドーン! 〜真夏のこーふんどC〜（美神楽 みあ）

#### 2005年
- いもうと妊娠2 〜淫・胎・悶・絶〜（観月 りんね）
- 快楽依存症（高崎 かおり）
- 狂った教頭 〜断罪の学園〜（桐生寺 塔子）
- THE GOD OF DEATH（藤沢 弥生）
- 戦国の妹 七人の妹（円海）
- 妻いぢり（月本 美咲）

#### 2006年
- いじケア 〜ノエルくんのご奉仕日記〜（ヘンリエッタ）
- エロ医（雪智 みつき）
- 光撃少女ファルセリオン 〜ツンデレのセオリー〜（レン・ファナフィ）
- サラサ☆ラディカル（双葉 美帆）
- 責められて -幼なじみ-（芝崎 愛理）
- 堕淫 〜屈辱のカミングアウト〜（四条 恵美、槙野 なつき）
- 魔法少女マナ（鏡 真那）
- 闇巫女（八神 蘭）

#### 2007年
- 操淫 -恥辱に染まるトラウマ-（度会 静香）
- 堕淫フォーカス 〜精液狂・痴漢好きの少女〜（槙野 なつき）

#### 2008年
- 妹が寝ている間に……（眠野 夢美）
- エロ医3D（雪智 みつき）
- 擦り込み少女 〜本当に君はボクの彼女なんだよ〜（加藤 あかり）
- 操淫人形 〜教え子との淫行〜（度会 静香）

#### 2009年
- いもうとXX 完全版 〜妹天使との戯れ〜（りんね）

### ラジオ
- 声優劇団サクラ組だぁ〜!うふっ（AM KOBE）[4]
- 声優劇団サクラ組だぁ〜!あっちっち♪（AM KOBE）[5]

両番組とも「かおりんのアニゲーに胸きゅん♪」のコーナーでの出演。また、放送終了となっている。